# Сантуарио (Савона)
Сантуарио је насеље у Италији у округу Савона, региону Лигурија.
Према процени из 2011. у насељу је живело 908 становника. Насеље се налази на надморској висини од 92 м.